# Arthur Hiller
Arthur Hiller (Edmonton, 22 november 1923 – Los Angeles, 17 augustus 2016) was een Canadees regisseur. Hij werd in 1971 genomineerd voor een Academy Award voor het regisseren van de romantische dramafilm Love Story. Elf andere filmprijzen werden hem daadwerkelijk toegekend, waaronder een Golden Globe voor Love Story en de Zilveren Beer van het Internationaal filmfestival van Berlijn voor The Hospital.
Hiller regisseerde meer dan dertig avondvullende films, maar werkte ook aan tientallen televisieseries. Zijn betrokkenheid hierbij bleef meestal beperkt tot een handvol afleveringen. Uitzonderingen hierop vormden onder meer Alfred Hitchcock Presents (zeventien afleveringen), Route 66 (twaalf afleveringen) en Gunsmoke (negen afleveringen). Van 1989 tot en met 1993 was hij voorzitter van het Directors Guild of America, dat jaarlijks haar eigen filmprijzen uitdeelt.
Hiller trouwde in 1948 met Gwen Pechet Hiller, met wie hij samenbleef tot haar dood op 24 juni 2016. Een kleine twee maanden later overleed hij zelf.

## Filmografie
| - Pucked (2006) - An Alan Smithee Film: Burn Hollywood Burn (1997) - Carpool (1996) - The Babe (1992) - Married to It (1991) - Taking Care of Business (1990) - See No Evil, Hear No Evil (1989) - Outrageous Fortune (1987) - Teachers (1984) - The Lonely Guy (1984) - Romantic Comedy (1983) - Author! Author! (1982) - Making Love (1982) - Nightwing (1979) - The In-Laws (1979) - Silver Streak (1976) - W.C. Fields and Me (1976) - The Man in the Glass Booth (1975) - The Crazy World of Julius Vrooder (1974) | - Man of La Mancha (1972) - The Hospital (1971) - Plaza Suite (1971) - Love Story (1970) - The Out of Towners (1970) - Popi (1969) - The Tiger Makes Out (1967) - Tobruk (1967) - Penelope (1966) - Promise Her Anything (1965) - Starr, First Baseman (1965, televisiefilm) - The Americanization of Emily (1964) - The Wheeler Dealers (1963) - Miracle of the White Stallions (1963) - Inside Danny Baker (1963, televisiefilm) - This Rugged Land (1962) - The Careless Years (1957) - Massacre at Sand Creek (1956, televisiefilm) |

## Televisieseries
| - Insight (1964-1974, drie afleveringen) - Disneyland (1965, twee afleveringen) - The Greatest Show on Earth (1963, één aflevering) - I'm Dickens, He's Fenster (1962-1963, vier afleveringen) - Empire (1962, één afleveringen) - Target: The Corruptors (1962, twee afleveringen) - Ben Casey (1962, drie afleveringen) - Route 66 (1960-1962, twaalf afleveringen) - The Detectives Starring Robert Taylor (1959-1962, drie afleveringen) - Bus Stop (1961, twee afleveringen) - Naked City (1961, vijf afleveringen) - The Dick Powell Show (1961, één aflevering) - Alfred Hitchcock Presents (1958-1961, zeventien afleveringen) - Hong Kong (1961, één aflevering) - Shirley Temple's Storybook (1960, één aflevering) - The Rifleman (1958-1960, vier afleveringen) | - Gunsmoke (1959-1960, negen afleveringen) - Thriller (1960, drie afleveringen) - The Barbara Stanwyck Show (1960, ... afleveringen) - Perry Mason (1958-1960, vier afleveringen) - Hotel de Paree (1960, één aflevering) - Goodyear Theatre (1958-1959, drie afleveringen) - The Third Man (1959, zeven afleveringen) - Wagon Train (1959, één aflevering) - Schlitz Playhouse of Stars (1958, twee afleveringen) - Steve Canyon (1958, één aflevering) - Westinghouse Desilu Playhouse (1958, één aflevering) - Suspicion (1958, één aflevering) - Telephone Time (1957-1958, twee afleveringen, waaronder The Mystery of Caspar Hauser) - Playhouse 90 (1956-1958, zes afleveringen) - Climax! (1957, twee afleveringen) - Zane Grey Theater (1957, twee afleveringen) - Matinee Theatre (1955-1956, vier afleveringen) |

- Biblioteca Nacional de España: XX1175571
- Bibliothèque nationale de France: cb138952179 (data)
- Gemeinsame Normdatei: 137109954
- International Standard Name Identifier: 0000 0001 0919 812X
- Library of Congress Control Number: n88650802
- Nationale Bibliotheek van Tsjechië: xx0153373
- Nationale bibliotheek van Australië: 35290335
- Nationale Bibliotheek van Israël: 987007352909105171
- Nederlandse Thesaurus van Auteursnamen: 06962397X
- SNAC: w60t2f24
- Système universitaire de documentation: 143789325
- Trove: 899480
- Virtual International Authority File: 81346519
- WorldCat: E39PBJwmRxbRXcbvvKxXM9FxjC